# Jallais
Jallais ([ʒaˈlɛ] ⓘ) ist ein Ort und ehemalige französische Gemeinde mit 3496 Einwohnern (Stand: 1. Januar 2022) im Département Maine-et-Loire in der Region Pays de la Loire. Sie gehörte zum Arrondissement Cholet. Die Einwohner werden Jallaisiens und Jallaisiennes genannt.
Der Erlass des Präfekten vom 24. September 2015 legte mit Wirkung zum 15. Dezember 2015 die Eingliederung von Jallais als Commune déléguée zusammen mit den früheren Gemeinden Andrezé, Beaupréau, Gesté, La Chapelle-du-Genêt, La Jubaudière, Le Pin-en-Mauges, La Poitevinière, Saint-Philbert-en-Mauges und Villedieu-la-Blouère zur Commune nouvelle Beaupréau-en-Mauges fest.

## Geografie

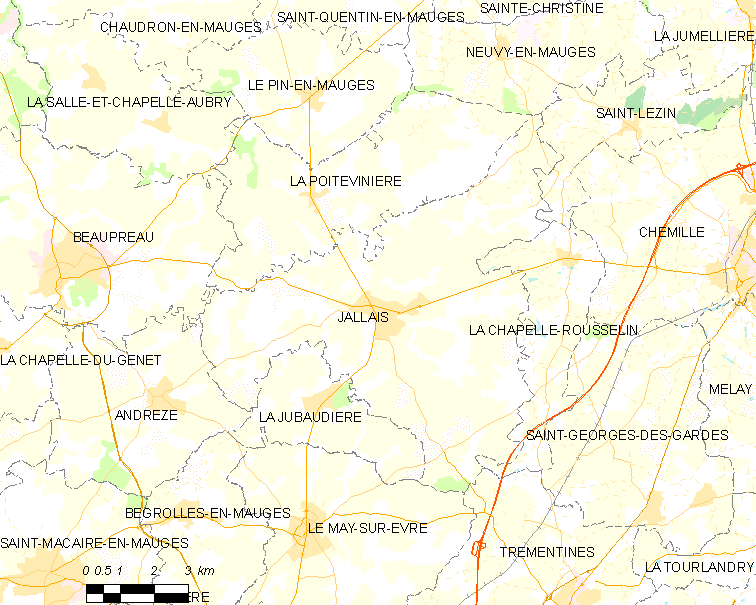
Karte von Jallais

Jallais liegt etwa 39 Kilometer südwestlich von Angers, etwa 15 Kilometer nördlich von Cholet und etwa 52 Kilometer östlich von Nantes in der Région naturelle der Mauges, Teil der historischen Provinz des Anjou.
Das Ortsgebiet liegt im Einzugsgebiet der Loire und wird entwässert von der Èvre, vom Flüsschen Le Rez Profond, vom Ruisseau de la Fontaine d’Argent, vom zeitweise trockenfallenden Ruisseau de la Coutière, vom Ruisseau de Montatais, vom Flüsschen Boisardière, vom Ruisseau du Pont des Landes sowie von kleineren Fließgewässern. Es erstreckt sich auf einer Hochebene, die im Norden von der Loire begrenzt wird. Das Bodenrelief ist sanft gewellt mit Höhen bis über 100 m und wird durch die Flusstäler markant eingeschnitten. Das Ortszentrum liegt auf etwa 80 m.
Umgeben wird Jallais von drei Nachbargemeinden und vier Communes déléguées von Beaupréau-en-Mauges:
| Beaupréau (Beaupréau-en-Mauges) | La Poitevinière (Beaupréau-en-Mauges)               |                   |
|                                 | Kompassrose, die auf Nachbargemeinden zeigt         | Chemillé-en-Anjou |
| Andrezé (Beaupréau-en-Mauges)   | Le May-sur-Èvre La Jubaudière (Beaupréau-en-Mauges) | Trémentines       |

## Geschichte
Frühe Formen des Ortsnamens waren:
Jalesicus (um 1050), Jalesiacus (1036–1056), Jalesia  (1056–1082), Jales (1080), Guillermus de Jalesis (1125–1144), Galiscus (1130), Jaleis (1150).
Urgeschichtliche Zeugen sind Funde auf dem Ortsgebiet in Form von behauenen Feuersteinen und Waffen aus dieser Epoche. Römerstraßen durchzogen Jallais, eine durchquerte das Ortsareal vom heutigen Chalonnes-sur-Loire kommend von Nord nach Süd. Sie wurde im 18. Jahrhundert Grand chemin du Poitou genannt. Eine weitere führte nach Nantes.
Die Pfarrgemeinde war möglicherweise seit dem 12. Jahrhundert Sitz eines Dekanats. Die Burg gehörte im 12. Jahrhundert Foulque de Quatrebarbes. Sie verschwand nach dem 13. Jahrhundert. Das Lehen im Status einer Kastellanei wurde im 15. Jahrhundert am Schloss La Brinière angegliedert. Im Jahre 1574 wurde die Pfarrkirche von Hugenotten geplündert. Handel und Industrie entwickelten sich im 17. und 18. Jahrhundert. Die Pfarrgemeinde gehörte zum Bistum Angers, zur Élection und Einzug der Aides von Angers sowie zum Einzugsgebiet der Gabelle von Cholet.
Am 12./13. März 1793 fand die Schlacht von Jallais im Rahmen des Aufstands der Vendée zwischen aufständischen und republikanischen Truppen statt. Die zahlenmäßig überlegenen Aufständischen trugen dabei den Sieg davon. Ein Jahr später steckten sogenannte Höllenkolonnen unter dem Kommandanten Cordelier das Dorf in Brand.

### Bevölkerungsentwicklung
| Jallais: Einwohnerzahlen von 1793 bis 2020                                                                                 | Jallais: Einwohnerzahlen von 1793 bis 2020 | Jallais: Einwohnerzahlen von 1793 bis 2020 | Jallais: Einwohnerzahlen von 1793 bis 2020 | Jallais: Einwohnerzahlen von 1793 bis 2020 |
| --- | ------------------------------------------ | ------------------------------------------ | ------------------------------------------ | ------------------------------------------ |
| Jahr |                                            |                                            |                                            | Einwohner                                  |
| 1793 | 1793                                       |                                            | 3.600                                      | 3.600                                      |
| 1800 | 1800                                       |                                            | 1.735                                      | 1.735                                      |
| 1806 | 1806                                       |                                            | 2.033                                      | 2.033                                      |
| 1821 | 1821                                       |                                            | 2.798                                      | 2.798                                      |
| 1831 | 1831                                       |                                            | 3.163                                      | 3.163                                      |
| 1836 | 1836                                       |                                            | 3.248                                      | 3.248                                      |
| 1841 | 1841                                       |                                            | 3.247                                      | 3.247                                      |
| 1846 | 1846                                       |                                            | 3.391                                      | 3.391                                      |
| 1851 | 1851                                       |                                            | 3.420                                      | 3.420                                      |
| 1856 | 1856                                       |                                            | 3.475                                      | 3.475                                      |
| 1861 | 1861                                       |                                            | 3.521                                      | 3.521                                      |
| 1866 | 1866                                       |                                            | 3.442                                      | 3.442                                      |
| 1872 | 1872                                       |                                            | 3.227                                      | 3.227                                      |
| 1876 | 1876                                       |                                            | 3.113                                      | 3.113                                      |
| 1881 | 1881                                       |                                            | 3.004                                      | 3.004                                      |
| 1886 | 1886                                       |                                            | 3.020                                      | 3.020                                      |
| 1891 | 1891                                       |                                            | 2.928                                      | 2.928                                      |
| 1896 | 1896                                       |                                            | 2.802                                      | 2.802                                      |
| 1901 | 1901                                       |                                            | 2.667                                      | 2.667                                      |
| 1906 | 1906                                       |                                            | 2.633                                      | 2.633                                      |
| 1911 | 1911                                       |                                            | 2.568                                      | 2.568                                      |
| 1921 | 1921                                       |                                            | 2.337                                      | 2.337                                      |
| 1926 | 1926                                       |                                            | 2.343                                      | 2.343                                      |
| 1931 | 1931                                       |                                            | 2.315                                      | 2.315                                      |
| 1936 | 1936                                       |                                            | 2.288                                      | 2.288                                      |
| 1946 | 1946                                       |                                            | 2.221                                      | 2.221                                      |
| 1954 | 1954                                       |                                            | 2.512                                      | 2.512                                      |
| 1962 | 1962                                       |                                            | 2.803                                      | 2.803                                      |
| 1968 | 1968                                       |                                            | 2.918                                      | 2.918                                      |
| 1975 | 1975                                       |                                            | 2.977                                      | 2.977                                      |
| 1982 | 1982                                       |                                            | 3.095                                      | 3.095                                      |
| 1990 | 1990                                       |                                            | 3.207                                      | 3.207                                      |
| 1999 | 1999                                       |                                            | 3.153                                      | 3.153                                      |
| 2006 | 2006                                       |                                            | 3.167                                      | 3.167                                      |
| 2013 | 2013                                       |                                            | 3.277                                      | 3.277                                      |
| 2020 | 2020                                       |                                            | 3.479                                      | 3.479                                      |
| Quelle(n): EHESS/Cassini bis 1999, INSEE ab 2006 Anmerkung(en): Ab 1962 offizielle Zahlen ohne Einwohner mit Zweitwohnsitz |                                            |                                            |                                            |                                            |

Der Bevölkerungsrückgang im Jahre 1800 zeigt die negative Auswirkung des Aufstands der Vendée.

## Sehenswürdigkeiten
- Kirche Notre-Dame, Neubau aus dem 19. Jahrhundert
- Schloss Jallais
- Herrenhaus La Chaperonnière aus der zweiten Hälfte des 15. und der ersten Hälfte des 16. Jahrhunderts, seit 1978 als Monument historique eingeschrieben
- Schloss La Brinière, vermutlich aus dem 18. Jahrhundert
- Schloss Piédouault aus dem 18. und 19. Jahrhundert
- Burgruine La Bouère aus der zweiten Hälfte des 15. und der ersten Hälfte des 16. Jahrhunderts. Die Burg wurde 1793 während des Aufstands der Vendée in Brand gesteckt und anschließend wieder aufgebaut, Das Hauptgebäude wurde 1935 abgerissen, nachdem die Burg nach und nach zerfiel.
- Burg Le Souchereau aus dem 15. Jahrhundert

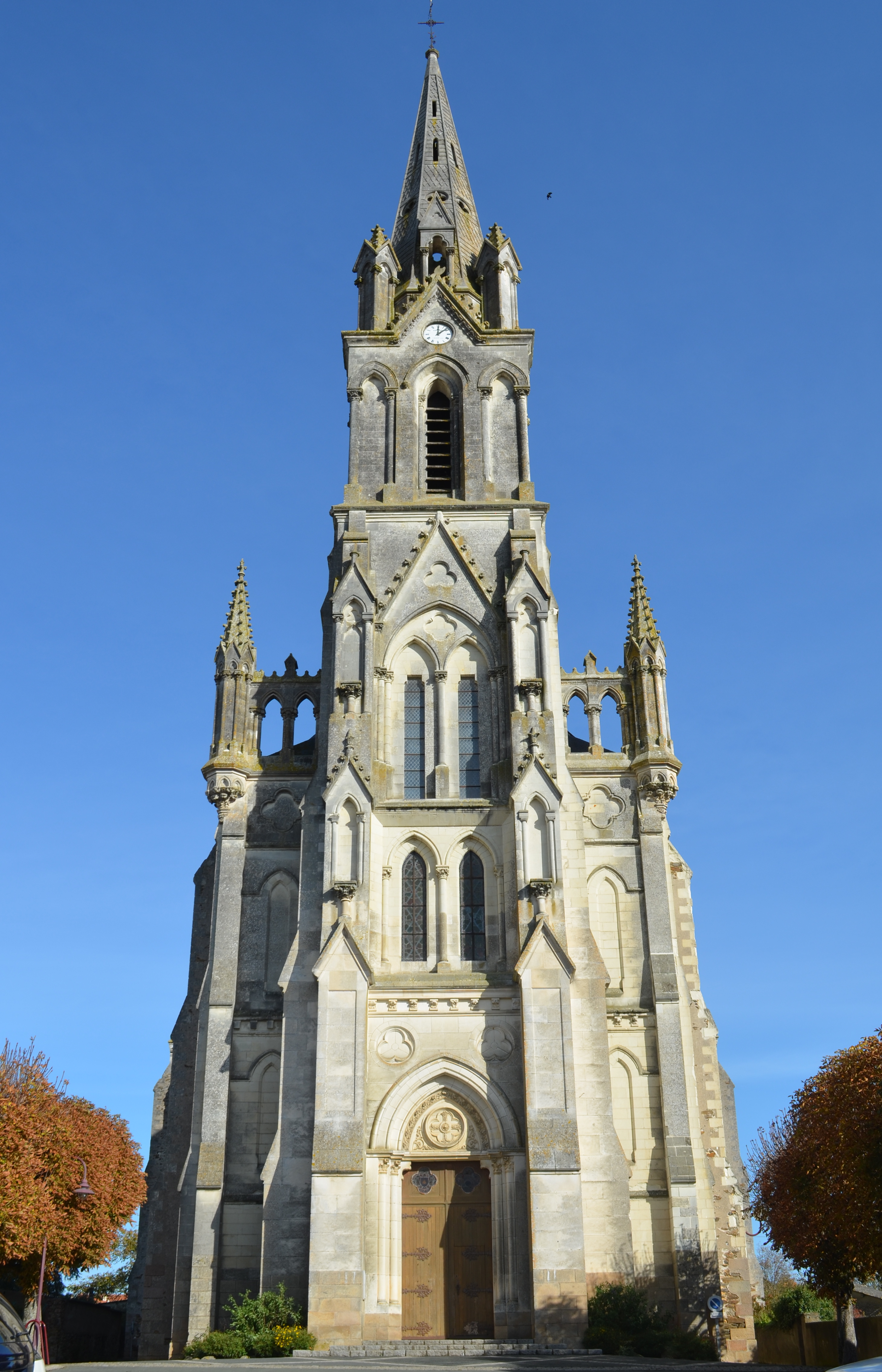
Kirche Notre-Dame
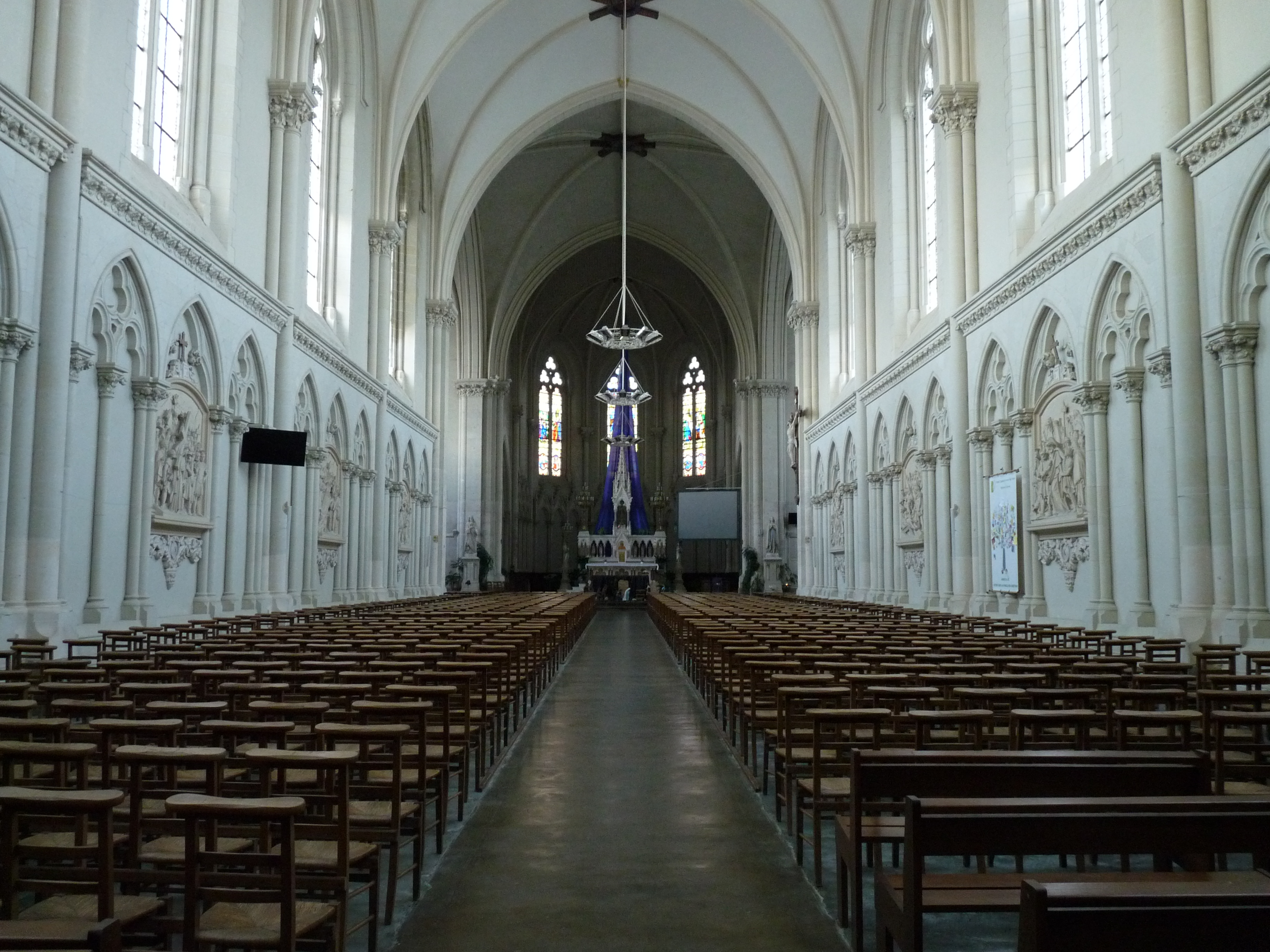
Kirche Notre-Dame – Innenraum
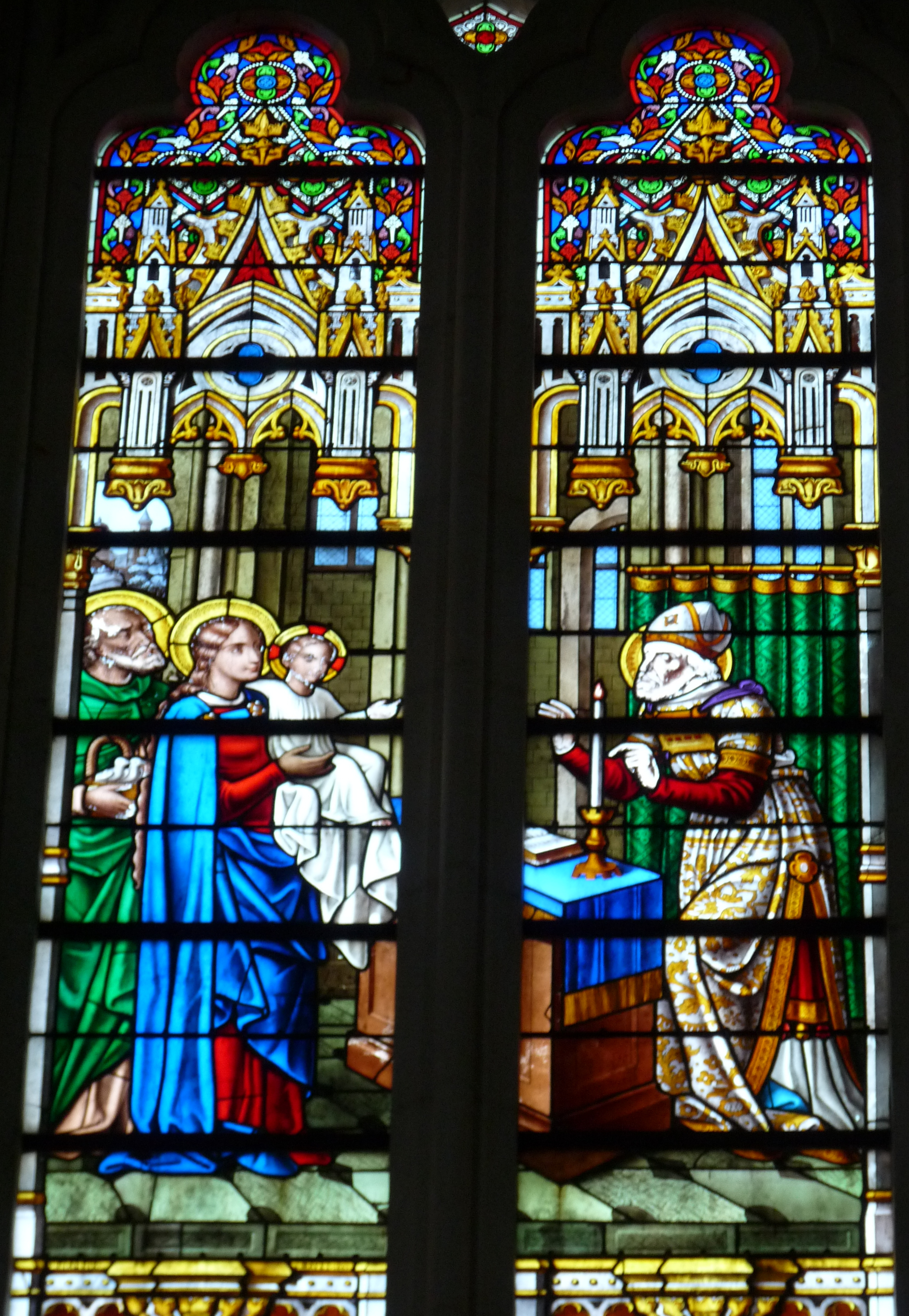
Kirche Notre-Dame – Bleiglasfenster
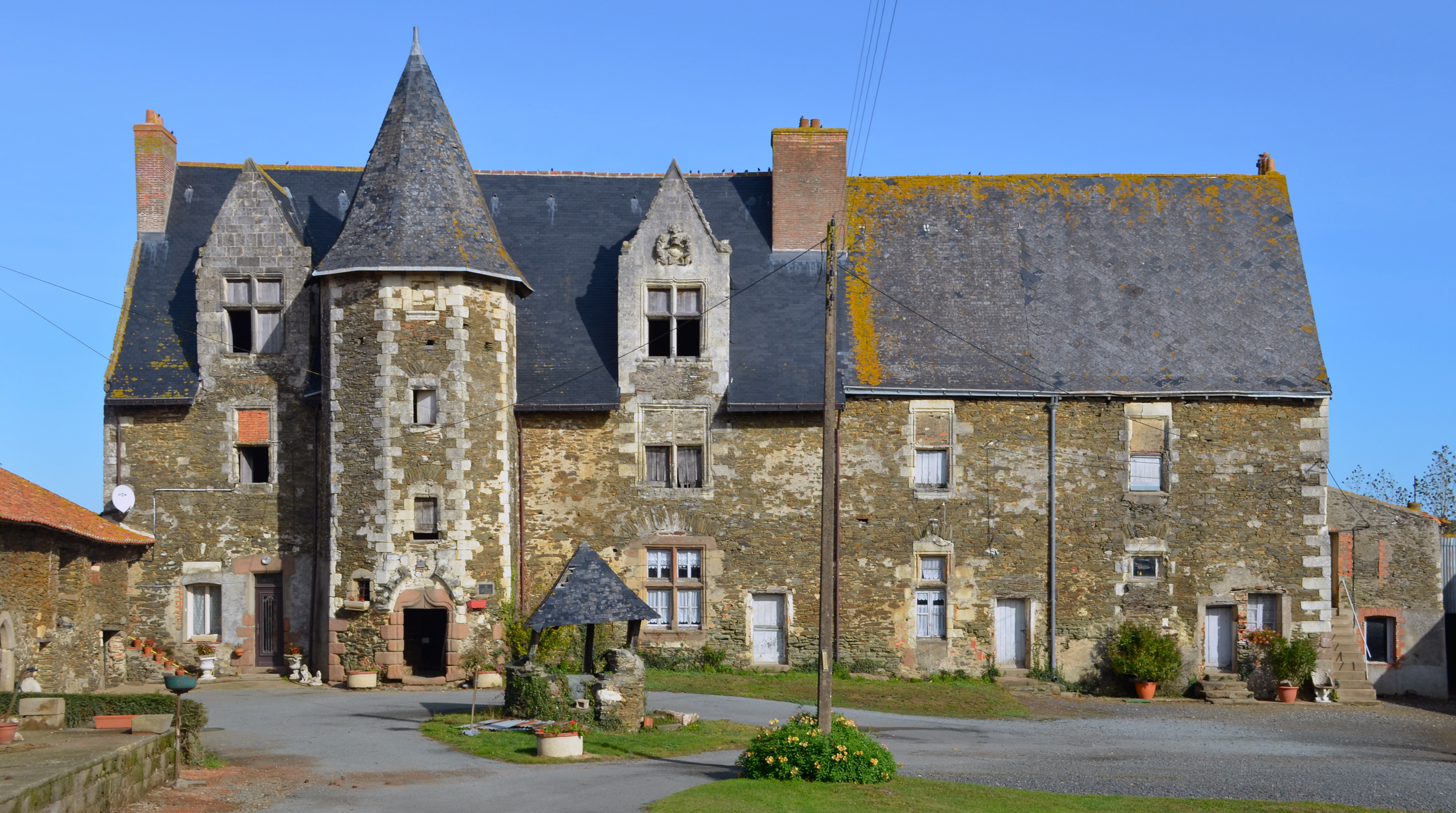
Herrenhaus La Chaperonnière
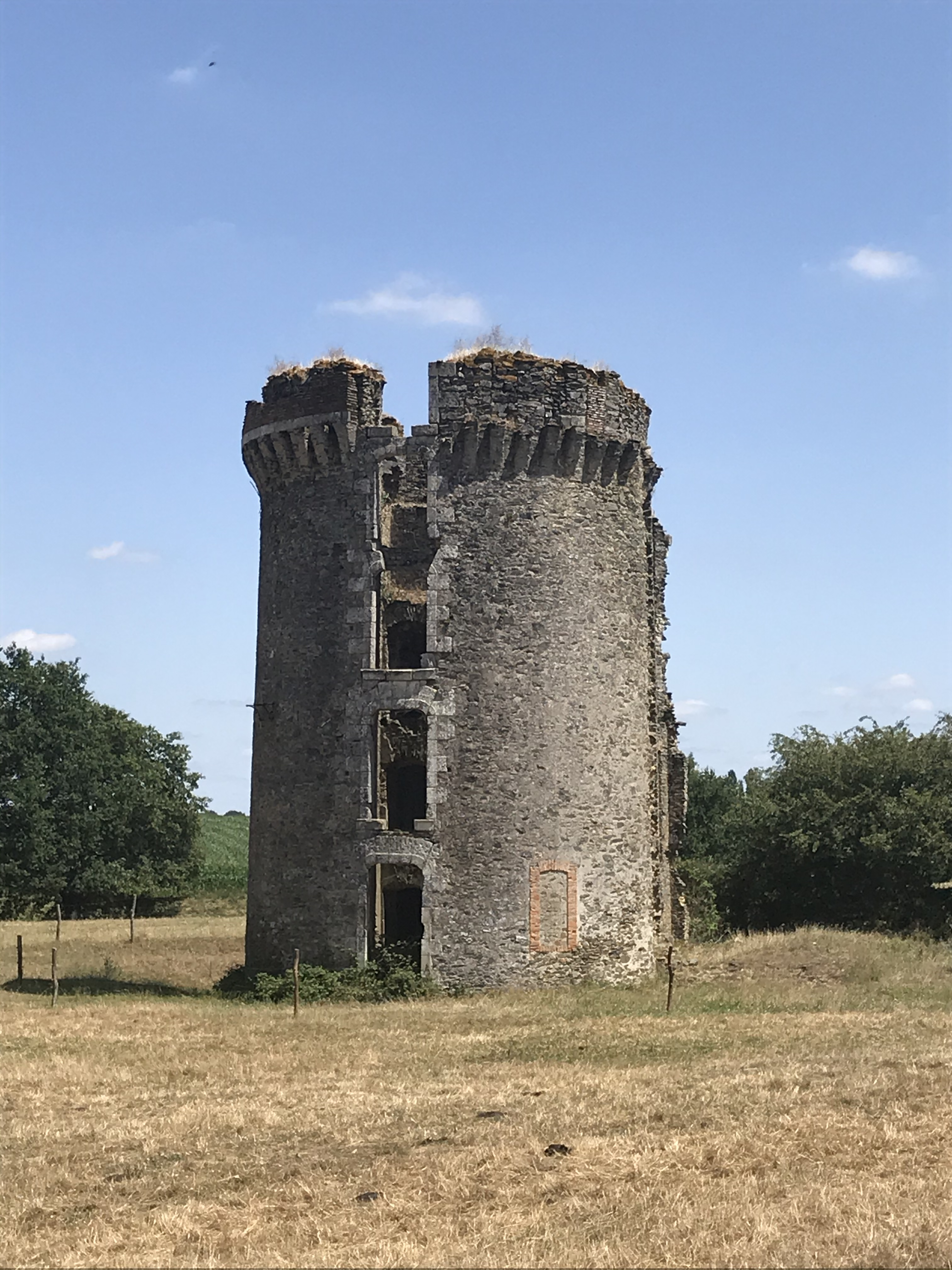
Ruine eines Turms der Burg La Bouère

## Persönlichkeiten
- Jacques Cathelineau (1759–1793), Anführer der Aufständischen der Vendée
- Joseph Bara (1779–1793), freiwilliger Kämpfer auf Seiten der Republikaner, fiel in der Schlacht bei Jallais
- Jacques-Joseph de Cathelineau (1787–1832), Sohn von Jacques Cathelineau, nahm am royalistischen Aufstand der Vendée 1832 gegen die Julimonarchie teil, wurde inhaftiert und von Gendarmen im Herrenhaus La Chaperonnière erschossen
- Éric Girard (* 1964), französischer Basketballspieler und -trainer, begann in Jallais mit dem Sport
- Valérie Garnier (* 1965), Basketballspielerin und -trainerin (französische Nationalmannschaft), begann in Jallais mit dem Sport
- Hugo Robineau (* 2000), französischer Basketballspieler, begann in Jallais mit dem Sport